# Liste des joueurs de Valence CF
Joueurs de Valence CF ayant au moins fait une apparition en match officiel avec l'équipe première.
- Haut – A
- B
- C
- D
- E
- F
- G
- H
- I
- J
- K
- L
- M
- N
- O
- P
- Q
- R
- S
- T
- U
- V
- W
- X
- Y
- Z

## A
- Angel Abelardo
- Pablo Aimar
- Aritz Aduriz
- Jordi Alba
- David Albelda
- Raúl Albiol
- Diego Alonso
- Roberto Amarilla
- Jocelyn Angloma
- Miguel Ángel Angulo
- Ricardo Arias
- Víctor Aristizábal
- Frank Arnesen
- Vicente Asensi
- Fábio Aurélio (Fábio Aurélio Rodrigues)
- Roberto Ayala

## B
- Manuel Badenes
- Salva Ballesta
- Rubén Baraja
- Jorge Bartual
- Miodrag Belodedici
- Joachim Björklund
- Rainer Bonhof
- Ludovic Butelle

## C
- Wilmar Cabrera
- Fernando Cáceres
- Paco Camarasa
- Gustavo Campagnuolo
- Iván Campo
- Marco Caneira
- Santiago Cañizares
- Nestor Canobbio
- Amedeo Carboni
- John Carew
- Marcelinho Carioca (Marcelo Pereira Surcin)
- Rubén Ciraolo
- José Claramunt
- Enrique Collar
- Bernardo Corradi

## D
- Gonzalo de los Santos
- Asier Del Horno
- Didier Deschamps
- Marco Di Vaio
- Carlos Diarte
- Miroslav Đukić

## E
- Edú (Eduardo Cesar Daud Gaspar)
- Ignacio Eizaguirre
- Epi

## F
- Daniel Fagiani
- Rommel Fernández
- Fernando
- Francisco Farinós
- Stefano Fiore
- Quique Sánchez Flores
- Sofiane Feghouli

## G
- Gerardo García
- Javier Garrido
- Jaime Gavilán
- Fernando Giner
- Kily González
- Guillermo Gorostiza
- Goyo
- Vicente Guillot

## H
- Timo Hildebrand

## I
- Amadeo Ibáñez
- Santiago Idígoras
- Adrian Ilie
- Sabin Ilie
- Isco

## J
- Jandro
- Kurt Jara
- Joaquín

## K
- Valery Karpin
- Salif Keïta
- Mario Kempes
- Patrick Kluivert

## L
- Leonardo (Leonardo Nascimento de Araújo)
- Claudio López
- Gerard López
- Jorge López
- Gonzalo de los Santos
- Cristiano Lucarelli

## M
- Rabah Madjer
- José Manzanedo
- Carlos Marchena
- Mazinho (Iomar do Nascimento)
- Gaizka Mendieta
- Miguel
- Luis Milla
- Miguel Ángel Ferrer Mista
- Predrag Mijatović
- José Francisco Molina
- Fernando Morena
- Emiliano Moretti
- Fernando Morientes
- Guillermo Morigi
- Mundo

## N
- David Navarro
- Rubén Navarro

## O
- José Ochotorena
- Ricardo Oliveira
- Nicolás Olivera
- Ariel Ortega

## P
- Andrés Palop
- Carlos Alberto Parreira (Carlos Alberto Gomes Parreira)
- Pasieguito
- Mauricio Pellegrino
- Luboslav Penev
- José Manuel Pesudo
- Pablo Piatti
- Juan Antonio Pizzi
- Gabriel Popescu
- Antonio Puchades

## Q
- Quincoces II

## R
- Mario Regueiro
- Johnny Rep
- Anthony Réveillère
- Ricardo
- Roberto
- Alain Roche
- Romário (Romário de Souza Faria)
- Enrique Romero
- Francisco Rufete

## S
- Moussa Saïb
- Oleg Salenko
- Juan Sánchez
- Enrique Saura
- Stefan Schwarz
- Dennis Şerban
- David Silva
- Mohamed Sissoko
- Roberto Soldado

## T
- Francesco Tavano
- Óscar Téllez
- Miguel Tendillo
- Curro Torres

## V
- Alejandro Valero
- Hugo Viana
- Vicente
- David Villa
- Viola (Paulo Sérgio Rosa)
- Goran Vlaović

## W
- Waldo Machado
- Kurt Welzl
- Faas Wilkes

## Z
- Zlatko Zahovič
- Andoni Zubizarreta